# UEFA Nations League 2022–23 (hạng đấu A)
Hạng đấu A UEFA Nations League 2022–23 (UEFA Nations League A 2022–23) là hạng đấu cao nhất của UEFA Nations League mùa giải 2022–23, mùa giải thứ ba của giải đấu bóng đá quốc tế có sự tham gia của các đội tuyển quốc gia nam trong số 55 liên đoàn thành viên của UEFA. Bốn đội nhất bảng của Hạng đấu A giành quyền tham dự Vòng chung kết Nations League vào tháng 6 năm 2023 để xác định nhà vô địch của giải đấu.
Pháp là đương kim vô địch. Tuy nhiên, họ không còn giành quyền để tham dự vòng chung kết để bảo vệ danh hiệu của mình.

## Thể thức
Hạng đấu A bao gồm 16 thành viên UEFA xếp hạng cao nhất trong danh sách tham dự UEFA Nations League 2022–23, được chia thành bốn bảng gồm bốn đội. Mỗi đội thi đấu sáu trận trong bảng của mình, sử dụng thể thức đấu vòng tròn sân nhà và sân khách vào tháng 6 (bốn lượt trận) và tháng 9 năm 2022 (hai lượt trận). Đội đứng đầu của mỗi bảng đi tiếp vào Vòng chung kết UEFA Nations League 2023, và đội đứng thứ tư của mỗi bảng xuống hạng đến hạng đấu B UEFA Nations League 2024–25.
Vòng chung kết Nations League diễn ra vào tháng 6 năm 2023 và được thi đấu theo thể thức loại trực tiếp, gồm bán kết, play-off tranh hạng ba và chung kết. Các cặp bán kết được xác định bằng hình thức bốc thăm mở. Nước chủ nhà được Ủy ban điều hành UEFA lựa chọn trong số bốn đội lọt vào, với đội thắng trong trận chung kết được đăng quang với tư cách là nhà vô địch của UEFA Nations League.
Bốn đội nhất bảng được bốc thăm vào bảng gồm năm đội cho vòng loại UEFA Euro 2024 (để tham dự Vòng chung kết Nations League).

## Các đội tuyển

### Thay đổi đội tuyển
Sau đây là những thay đổi đội tuyển của Hạng đấu A từ mùa giải 2020–21:
| Thăng hạng từ Hạng đấu B Nations League |
| --------------------------------------- |
| - Áo - Cộng hòa Séc - Hungary - Wales   |

| Xuống hạng đến Hạng đấu B Nations League               |
| ------------------------------------------------------ |
| - Bosna và Hercegovina - Iceland - Thụy Điển - Ukraina |

### Xếp hạt giống
Trong danh sách tham dự 2022–23, UEFA xếp hạng các đội dựa trên bảng xếp hạng tổng thể Nations League 2020–21. Các nhóm hạt giống cho giai đoạn đấu hạng đã được xác nhận vào ngày 22 tháng 9 năm 2021, và được dựa trên bảng xếp hạng danh sách tham dự.
| Đội                      | Hạng |
| ------------------------ | ---- |
| Pháp (đương kim vô địch) | 1    |
| Tây Ban Nha              | 2    |
| Ý                        | 3    |
| Bỉ                       | 4    |

| Đội        | Hạng |
| ---------- | ---- |
| Bồ Đào Nha | 5    |
| Hà Lan     | 6    |
| Đan Mạch   | 7    |
| Đức        | 8    |

| Đội     | Hạng |
| ------- | ---- |
| Anh     | 9    |
| Ba Lan  | 10   |
| Thụy Sĩ | 11   |
| Croatia | 12   |

| Đội          | Hạng |
| ------------ | ---- |
| Wales        | 13   |
| Áo           | 14   |
| Cộng hòa Séc | 15   |
| Hungary      | 16   |

Lễ bốc thăm cho giai đoạn đấu hạng diễn ra tại trụ sở UEFA ở Nyon, Thụy Sĩ vào lúc 18:00 giờ CET, ngày 16 tháng 12 năm 2021. Mỗi bảng chứa một đội từ mỗi nhóm.

## Các bảng
Danh sách lịch thi đấu đã được UEFA xác nhận vào ngày 17 tháng 12 năm 2021, một ngày sau lễ bốc thăm. Danh sách lịch thi đấu cho Bảng 4 đã được thay đổi do Nhánh A của vòng loại World Cup khu vực châu Âu bị hoãn lại.
Thời gian là CEST (UTC+2), do UEFA liệt kê (giờ địa phương, nếu khác nhau thì nằm trong ngoặc đơn).

### Bảng 1
| VT | Đội      | ST | T | H | B | BT | BB | HS | Đ  | Giành quyền tham dự hoặc xuống hạng   |     | Croatia | Đan Mạch | Pháp | Áo  |
| -- | -------- | -- | - | - | - | -- | -- | -- | -- | ------------------------------------- | --- | ------- | -------- | ---- | --- |
| 1  | Croatia  | 6  | 4 | 1 | 1 | 8  | 6  | +2 | 13 | Lọt vào Vòng chung kết Nations League |     | —       | 2–1      | 1–1  | 0–3 |
| 2  | Đan Mạch | 6  | 4 | 0 | 2 | 9  | 5  | +4 | 12 |                                       |     | 0–1     | —        | 2–0  | 2–0 |
| 3  | Pháp     | 6  | 1 | 2 | 3 | 5  | 7  | −2 | 5  |                                       | 0–1 | 1–2     | —        | 2–0  |     |
| 4  | Áo       | 6  | 1 | 1 | 4 | 6  | 10 | −4 | 4  | Xuống hạng đến Hạng đấu B             |     | 1–3     | 1–2      | 1–1  | —   |

| Croatia | 0–3      | Áo                                                |
| ------- | -------- | ------------------------------------------------- |
|         | Chi tiết | - Arnautović 41' - Gregoritsch 54' - Sabitzer 57' |

| Pháp          | 1–2      | Đan Mạch             |
| ------------- | -------- | -------------------- |
| - Benzema 51' | Chi tiết | - Cornelius 68', 88' |

| Croatia                | 1–1      | Pháp         |
| ---------------------- | -------- | ------------ |
| - Kramarić 83' (ph.đ.) | Chi tiết | - Rabiot 52' |

| Áo             | 1–2      | Đan Mạch                            |
| -------------- | -------- | ----------------------------------- |
| - Schlager 67' | Chi tiết | - Højbjerg 28' - Stryger Larsen 84' |

| Áo            | 1–1      | Pháp         |
| ------------- | -------- | ------------ |
| - Weimann 37' | Chi tiết | - Mbappé 83' |

| Đan Mạch | 0–1      | Croatia       |
| -------- | -------- | ------------- |
|          | Chi tiết | - Pašalić 69' |

| Đan Mạch                    | 2–0      | Áo |
| --------------------------- | -------- | -- |
| - Wind 21' - Skov Olsen 37' | Chi tiết |    |

| Pháp | 0–1      | Croatia             |
| ---- | -------- | ------------------- |
|      | Chi tiết | - Modrić 5' (ph.đ.) |

| Croatia                | 2–1      | Đan Mạch      |
| ---------------------- | -------- | ------------- |
| - Sosa 49' - Majer 79' | Chi tiết | - Eriksen 77' |

| Pháp                      | 2–0      | Áo |
| ------------------------- | -------- | -- |
| - Mbappé 56' - Giroud 65' | Chi tiết |    |

| Áo               | 1–3      | Croatia                               |
| ---------------- | -------- | ------------------------------------- |
| - Baumgartner 9' | Chi tiết | - Modrić 6' - Livaja 69' - Lovren 72' |

| Đan Mạch                       | 2–0      | Pháp |
| ------------------------------ | -------- | ---- |
| - Dolberg 34' - Skov Olsen 39' | Chi tiết |      |

### Bảng 2
| VT | Đội          | ST | T | H | B | BT | BB | HS | Đ  | Giành quyền tham dự hoặc xuống hạng   |     | Tây Ban Nha | Bồ Đào Nha | Thụy Sĩ | Cộng hòa Séc |
| -- | ------------ | -- | - | - | - | -- | -- | -- | -- | ------------------------------------- | --- | ----------- | ---------- | ------- | ------------ |
| 1  | Tây Ban Nha  | 6  | 3 | 2 | 1 | 8  | 5  | +3 | 11 | Lọt vào Vòng chung kết Nations League |     | —           | 1–1        | 1–2     | 2–0          |
| 2  | Bồ Đào Nha   | 6  | 3 | 1 | 2 | 11 | 3  | +8 | 10 |                                       |     | 0–1         | —          | 4–0     | 2–0          |
| 3  | Thụy Sĩ      | 6  | 3 | 0 | 3 | 6  | 9  | −3 | 9  |                                       | 0–1 | 1–0         | —          | 2–1     |              |
| 4  | Cộng hòa Séc | 6  | 1 | 1 | 4 | 5  | 13 | −8 | 4  | Xuống hạng đến Hạng đấu B             |     | 2–2         | 0–4        | 2–1     | —            |

| Cộng hòa Séc                  | 2–1      | Thụy Sĩ    |
| ----------------------------- | -------- | ---------- |
| - Kuchta 11' - Sow 58' (l.n.) | Chi tiết | Okafor 44' |

| Tây Ban Nha  | 1–1      | Bồ Đào Nha  |
| ------------ | -------- | ----------- |
| - Morata 25' | Chi tiết | - Horta 82' |

| Cộng hòa Séc            | 2–2      | Tây Ban Nha                 |
| ----------------------- | -------- | --------------------------- |
| - Pešek 4' - Kuchta 66' | Chi tiết | - Gavi 45+3' - Martínez 90' |

| Bồ Đào Nha                                      | 4–0      | Thụy Sĩ |
| ----------------------------------------------- | -------- | ------- |
| - Carvalho 15' - Ronaldo 35', 39' - Cancelo 68' | Chi tiết |         |

| Bồ Đào Nha                 | 2–0      | Cộng hòa Séc |
| -------------------------- | -------- | ------------ |
| - Cancelo 33' - Guedes 38' | Chi tiết |              |

| Thụy Sĩ | 0–1      | Tây Ban Nha   |
| ------- | -------- | ------------- |
|         | Chi tiết | - Sarabia 13' |

| Tây Ban Nha               | 2–0      | Cộng hòa Séc |
| ------------------------- | -------- | ------------ |
| - Soler 24' - Sarabia 75' | Chi tiết |              |

| Thụy Sĩ        | 1–0      | Bồ Đào Nha |
| -------------- | -------- | ---------- |
| - Seferovic 1' | Chi tiết |            |

| Cộng hòa Séc | 0–4      | Bồ Đào Nha                                    |
| ------------ | -------- | --------------------------------------------- |
|              | Chi tiết | - Dalot 33', 52' - Fernandes 45+2' - Jota 82' |

| Tây Ban Nha | 1–2      | Thụy Sĩ                   |
| ----------- | -------- | ------------------------- |
| - Alba 55'  | Chi tiết | - Akanji 21' - Embolo 59' |

| Bồ Đào Nha | 0–1      | Tây Ban Nha  |
| ---------- | -------- | ------------ |
|            | Chi tiết | - Morata 88' |

| Thụy Sĩ                    | 2–1      | Cộng hòa Séc |
| -------------------------- | -------- | ------------ |
| - Freuler 29' - Embolo 30' | Chi tiết | - Schick 45' |

### Bảng 3
| VT | Đội     | ST | T | H | B | BT | BB | HS | Đ  | Giành quyền tham dự hoặc xuống hạng   |     | Ý   | Hungary | Đức | Anh |
| -- | ------- | -- | - | - | - | -- | -- | -- | -- | ------------------------------------- | --- | --- | ------- | --- | --- |
| 1  | Ý       | 6  | 3 | 2 | 1 | 8  | 7  | +1 | 11 | Lọt vào Vòng chung kết Nations League |     | —   | 2–1     | 1–1 | 1–0 |
| 2  | Hungary | 6  | 3 | 1 | 2 | 8  | 5  | +3 | 10 |                                       |     | 0–2 | —       | 1–1 | 1–0 |
| 3  | Đức     | 6  | 1 | 4 | 1 | 11 | 9  | +2 | 7  |                                       | 5–2 | 0–1 | —       | 1–1 |     |
| 4  | Anh     | 6  | 0 | 3 | 3 | 4  | 10 | −6 | 3  | Xuống hạng đến Hạng đấu B             |     | 0–0 | 0–4     | 3–3 | —   |

| Hungary                  | 1–0      | Anh |
| ------------------------ | -------- | --- |
| - Szoboszlai 66' (ph.đ.) | Chi tiết |     |

| Ý                | 1–1      | Đức           |
| ---------------- | -------- | ------------- |
| - Pellegrini 70' | Chi tiết | - Kimmich 73' |

| Đức           | 1–1      | Anh                |
| ------------- | -------- | ------------------ |
| - Hofmann 50' | Chi tiết | - Kane 88' (ph.đ.) |

| Ý                              | 2–1      | Hungary              |
| ------------------------------ | -------- | -------------------- |
| - Barella 30' - Pellegrini 45' | Chi tiết | - Mancini 61' (l.n.) |

| Anh | 0–0      | Ý |
| --- | -------- | - |
|     | Chi tiết |   |

| Hungary       | 1–1      | Đức          |
| ------------- | -------- | ------------ |
| - Zs. Nagy 6' | Chi tiết | - Hofmann 9' |

| Anh | 0–4      | Hungary                                       |
| --- | -------- | --------------------------------------------- |
|     | Chi tiết | - Sallai 16', 70' - Zs. Nagy 80' - Gazdag 89' |

| Đức                                                                   | 5–2      | Ý                            |
| --------------------------------------------------------------------- | -------- | ---------------------------- |
| - Kimmich 10' - Gündoğan 45+4' (ph.đ.) - Müller 51' - Werner 68', 69' | Chi tiết | - Gnonto 78' - Bastoni 90+4' |

| Đức | 0–1      | Hungary      |
| --- | -------- | ------------ |
|     | Chi tiết | - Szalai 17' |

| Ý               | 1–0      | Anh |
| --------------- | -------- | --- |
| - Raspadori 68' | Chi tiết |     |

| Anh                                       | 3–3      | Đức                                       |
| ----------------------------------------- | -------- | ----------------------------------------- |
| - Shaw 72' - Mount 75' - Kane 83' (ph.đ.) | Chi tiết | - Gündoğan 52' (ph.đ.) - Havertz 67', 87' |

| Hungary | 0–2      | Ý                             |
| ------- | -------- | ----------------------------- |
|         | Chi tiết | - Raspadori 27' - Dimarco 52' |

### Bảng 4
| VT | Đội    | ST | T | H | B | BT | BB | HS | Đ  | Giành quyền tham dự hoặc xuống hạng   |     | Hà Lan | Bỉ  | Ba Lan | Wales |
| -- | ------ | -- | - | - | - | -- | -- | -- | -- | ------------------------------------- | --- | ------ | --- | ------ | ----- |
| 1  | Hà Lan | 6  | 5 | 1 | 0 | 14 | 6  | +8 | 16 | Lọt vào Vòng chung kết Nations League |     | —      | 1–0 | 2–2    | 3–2   |
| 2  | Bỉ     | 6  | 3 | 1 | 2 | 11 | 8  | +3 | 10 |                                       |     | 1–4    | —   | 6–1    | 2–1   |
| 3  | Ba Lan | 6  | 2 | 1 | 3 | 6  | 12 | −6 | 7  |                                       | 0–2 | 0–1    | —   | 2–1    |       |
| 4  | Wales  | 6  | 0 | 1 | 5 | 6  | 11 | −5 | 1  | Xuống hạng đến Hạng đấu B             |     | 1–2    | 1–1 | 0–1    | —     |

| Ba Lan                         | 2–1      | Wales             |
| ------------------------------ | -------- | ----------------- |
| - Kamiński 72' - Świderski 85' | Chi tiết | - J. Williams 52' |

| Bỉ                | 1–4      | Hà Lan                                         |
| ----------------- | -------- | ---------------------------------------------- |
| - Batshuayi 90+3' | Chi tiết | - Bergwijn 40' - Depay 51', 65' - Dumfries 61' |

| Bỉ                                                                               | 6–1      | Ba Lan            |
| -------------------------------------------------------------------------------- | -------- | ----------------- |
| - Witsel 42' - De Bruyne 59' - Trossard 73', 80' - Dendoncker 83' - Openda 90+3' | Chi tiết | - Lewandowski 28' |

| Wales                     | 1–2      | Hà Lan                             |
| ------------------------- | -------- | ---------------------------------- |
| - Norrington-Davies 90+2' | Chi tiết | - Koopmeiners 50' - Weghorst 90+4' |

| Hà Lan                        | 2–2      | Ba Lan                     |
| ----------------------------- | -------- | -------------------------- |
| - Klaassen 51' - Dumfries 54' | Chi tiết | - Cash 18' - Zieliński 49' |

| Wales         | 1–1      | Bỉ              |
| ------------- | -------- | --------------- |
| - Johnson 86' | Chi tiết | - Tielemans 51' |

| Hà Lan                               | 3–2      | Wales                              |
| ------------------------------------ | -------- | ---------------------------------- |
| - Lang 17' - Gakpo 23' - Depay 90+3' | Chi tiết | - Johnson 26' - Bale 90+2' (ph.đ.) |

| Ba Lan | 0–1      | Bỉ              |
| ------ | -------- | --------------- |
|        | Chi tiết | - Batshuayi 16' |

| Bỉ                              | 2–1      | Wales       |
| ------------------------------- | -------- | ----------- |
| - De Bruyne 10' - Batshuayi 37' | Chi tiết | - Moore 50' |

| Ba Lan | 0–2      | Hà Lan                     |
| ------ | -------- | -------------------------- |
|        | Chi tiết | - Gakpo 13' - Bergwijn 60' |

| Hà Lan         | 1–0      | Bỉ |
| -------------- | -------- | -- |
| - Van Dijk 73' | Chi tiết |    |

| Wales | 0–1      | Ba Lan          |
| ----- | -------- | --------------- |
|       | Chi tiết | - Świderski 58' |

## Vòng chung kết Nations League
Chủ nhà của Vòng chung kết Nations League được chọn từ bốn đội lọt vào. Bốn hiệp hội thuộc bảng A4 (Bỉ, Hà Lan, Ba Lan và Xứ Wales) đã tuyên bố quan tâm đến việc đăng cai giải đấu. Các cặp đấu bán kết được xác định bằng hình thức bốc thăm mở. Vì mục đích sắp xếp lịch thi đấu, đội chủ nhà được phân bổ vào trận bán kết 1 với tư cách là đội chủ nhà hành chính.

#### Nhánh đấu
|  | Bán kết                | Bán kết     |                        |       | Chung kết | Chung kết |
|  |                        |             |                        |       |           |           |
|  | 14 tháng 6 – Rotterdam |             |                        |       |           |           |
|  |                        |             |                        |       |           |           |
|  | Hà Lan                 | 2           |                        |       |           |           |
|  | Hà Lan                 | 2           | 18 tháng 6 – Rotterdam |       |           |           |
|  | Croatia                | 4           |                        |       |           |           |
|  | Croatia                | 4           | Croatia                | 0 (4) |           |           |
|  | 15 tháng 6 – Enschede  |             | Croatia                | 0 (4) |           |           |
|  |                        | Tây Ban Nha | 0 (5)                  |       |           |           |
|  | Tây Ban Nha            | Tây Ban Nha | 0 (5)                  | 2     |           |           |
|  | Tây Ban Nha            |             |                        | 2     |           |           |
|  | Ý                      | 1           |                        |       |           |           |
|  | Ý                      | 1           | Play-off tranh hạng ba |       |           |           |
|  |                        |             |                        |       |           |           |
|  | 18 tháng 6 – Enschede  |             |                        |       |           |           |
|  |                        |             |                        |       |           |           |
|  | Hà Lan                 | 2           |                        |       |           |           |
|  | Hà Lan                 | 2           |                        |       |           |           |
|  | Ý                      | 3           |                        |       |           |           |

#### Bán kết
| Hà Lan                   | 2–4 (s.h.p.) | Croatia                                                                   |
| ------------------------ | ------------ | ------------------------------------------------------------------------- |
| - Malen 34' - Lang 90+6' | Chi tiết     | - Kramarić 55' (ph.đ.) - Pašalić 72' - Petković 98' - Modrić 116' (ph.đ.) |

| Tây Ban Nha            | 2–1      | Ý                      |
| ---------------------- | -------- | ---------------------- |
| - Pino 3' - Joselu 88' | Chi tiết | - Immobile 11' (ph.đ.) |

#### Play-off tranh hạng ba
| Hà Lan                         | 2–3      | Ý                                        |
| ------------------------------ | -------- | ---------------------------------------- |
| - Bergwijn 68' - Wijnaldum 89' | Chi tiết | - Dimarco 6' - Frattesi 20' - Chiesa 72' |

#### Chung kết
| Croatia                                                   | 0–0 (s.h.p.) | Tây Ban Nha                                              |
| --------------------------------------------------------- | ------------ | -------------------------------------------------------- |
|                                                           | Chi tiết     |                                                          |
| Loạt sút luân lưu                                         |              |                                                          |
| - Vlašić - Brozović - Modrić - Majer - Perišić - Petković | 4–5          | - Joselu - Rodri - Merino - Asensio - Laporte - Carvajal |

## Các cầu thủ ghi bàn
Đã có 126 bàn thắng ghi được trong 48 trận đấu, trung bình 2.62 bàn thắng mỗi trận đấu.
3 bàn
- Michy Batshuayi
- Memphis Depay

2 bàn
- Harry Kane
- Karol Świderski
- Kevin De Bruyne
- Leandro Trossard
- João Cancelo
- Diogo Dalot
- Cristiano Ronaldo
- Luka Modrić
- Jan Kuchta
- Zsolt Nagy
- Roland Sallai
- Steven Bergwijn
- Denzel Dumfries
- Cody Gakpo
- Kylian Mbappé
- Breel Embolo
- Álvaro Morata
- Pablo Sarabia
- Brennan Johnson
- Lorenzo Pellegrini
- Giacomo Raspadori
- Andreas Cornelius
- Andreas Skov Olsen
- İlkay Gündoğan
- Kai Havertz
- Jonas Hofmann
- Joshua Kimmich
- Timo Werner

1 bàn
- Mason Mount
- Luke Shaw
- Matty Cash
- Jakub Kamiński
- Robert Lewandowski
- Piotr Zieliński
- Leander Dendoncker
- Loïs Openda
- Youri Tielemans
- Axel Witsel
- William Carvalho
- Bruno Fernandes
- Gonçalo Guedes
- Ricardo Horta
- Diogo Jota
- Andrej Kramarić
- Marko Livaja
- Dejan Lovren
- Lovro Majer
- Mario Pašalić
- Borna Sosa
- Jakub Pešek
- Patrik Schick
- Dániel Gazdag
- Ádám Szalai
- Dominik Szoboszlai
- Davy Klaassen
- Teun Koopmeiners
- Noa Lang
- Virgil van Dijk
- Wout Weghorst
- Karim Benzema
- Olivier Giroud
- Adrien Rabiot
- Manuel Akanji
- Remo Freuler
- Noah Okafor
- Haris Seferovic
- Jordi Alba
- Gavi
- Iñigo Martínez
- Carlos Soler
- Gareth Bale
- Kieffer Moore
- Rhys Norrington-Davies
- Jonny Williams
- Marko Arnautović
- Christoph Baumgartner
- Michael Gregoritsch
- Marcel Sabitzer
- Xaver Schlager
- Andreas Weimann
- Nicolò Barella
- Alessandro Bastoni
- Federico Dimarco
- Wilfried Gnonto
- Kasper Dolberg
- Christian Eriksen
- Pierre-Emile Højbjerg
- Jens Stryger Larsen
- Jonas Wind
- Thomas Müller

1 bàn phản lưới nhà
- Djibril Sow (trong trận gặp Cộng hòa Séc)
- Gianluca Mancini (trong trận gặp Hungary)

## Bảng xếp hạng tổng thể
16 đội thuộc Hạng đấu A được xếp hạng từ 1 đến 16 chung cuộc ở UEFA Nations League 2022–23 theo các quy tắc sau:
- Các đội kết thúc ở vị trí thứ nhất các bảng được xếp hạng 1 đến 4 theo kết quả của Vòng chung kết Nations League.
- Các đội kết thúc ở vị trí thứ nhì các bảng được xếp hạng 5 đến 8 theo kết quả của giai đoạn đấu hạng.
- Các đội kết thúc ở vị trí thứ ba các bảng được xếp hạng 9 đến 12 theo kết quả của giai đoạn đấu hạng.
- Các đội kết thúc ở vị trí thứ tư các bảng được xếp hạng 13 đến 16 theo kết quả của giai đoạn đấu hạng.

| Hạng | Bg | Đội          | ST | T | H | B | BT | BB | HS | Đ  |
| ---- | -- | ------------ | -- | - | - | - | -- | -- | -- | -- |
| 1    | A4 | Hà Lan       | 6  | 5 | 1 | 0 | 14 | 6  | +8 | 16 |
| 2    | A1 | Croatia      | 6  | 4 | 1 | 1 | 8  | 6  | +2 | 13 |
| 3    | A2 | Tây Ban Nha  | 6  | 3 | 2 | 1 | 8  | 5  | +3 | 11 |
| 4    | A3 | Ý            | 6  | 3 | 2 | 1 | 8  | 7  | +1 | 11 |
|      |    |              |    |   |   |   |    |    |    |    |
| 5    | A1 | Đan Mạch     | 6  | 4 | 0 | 2 | 9  | 5  | +4 | 12 |
| 6    | A2 | Bồ Đào Nha   | 6  | 3 | 1 | 2 | 11 | 3  | +8 | 10 |
| 7    | A4 | Bỉ           | 6  | 3 | 1 | 2 | 11 | 8  | +3 | 10 |
| 8    | A3 | Hungary      | 6  | 3 | 1 | 2 | 8  | 5  | +3 | 10 |
|      |    |              |    |   |   |   |    |    |    |    |
| 9    | A2 | Thụy Sĩ      | 6  | 3 | 0 | 3 | 6  | 9  | −3 | 9  |
| 10   | A3 | Đức          | 6  | 1 | 4 | 1 | 11 | 9  | +2 | 7  |
| 11   | A4 | Ba Lan       | 6  | 2 | 1 | 3 | 6  | 12 | −6 | 7  |
| 12   | A1 | Pháp         | 6  | 1 | 2 | 3 | 5  | 7  | −2 | 5  |
|      |    |              |    |   |   |   |    |    |    |    |
| 13   | A1 | Áo           | 6  | 1 | 1 | 4 | 6  | 10 | −4 | 4  |
| 14   | A2 | Cộng hòa Séc | 6  | 1 | 1 | 4 | 5  | 13 | −8 | 4  |
| 15   | A3 | Anh          | 6  | 0 | 3 | 3 | 4  | 10 | −6 | 3  |
| 16   | A4 | Wales        | 6  | 0 | 1 | 5 | 6  | 11 | −5 | 1  |

## Play-off Vòng loại UEFA Euro 2024
Bốn đội mạnh nhất Hạng đấu A nhưng đã không thành công tại vòng loại thứ nhất (vòng bảng) vẫn có thể giành quyền tham dự vòng chung kết thông qua vòng loại thứ hai (vòng play-off).
| Hạng  | Đội          |
| ----- | ------------ |
| 1 ĐNB | Tây Ban Nha  |
| 2 ĐNB | Croatia      |
| 3 ĐNB | Ý            |
| 4 ĐNB | Hà Lan       |
| 5     | Đan Mạch     |
| 6     | Bồ Đào Nha   |
| 7     | Bỉ           |
| 8     | Hungary      |
| 9     | Thụy Sĩ      |
| 10    | Đức          |
| 11    | Ba Lan       |
| 12    | Pháp         |
| 13    | Áo           |
| 14    | Cộng hòa Séc |
| 15    | Anh          |
| 16    | Wales        |

Lộ trình một trận play-off trước đây được tổ chức theo cách tương tự để quyết định thêm một suất tham dự VCK Euro 2020.